# Język iatmul
Język iatmul (Gepma Kwudi, Gepma Kwundi, Ngepma Kwundi) – język sepicki używany w prowincji Sepik Wschodni w Papui-Nowej Gwinei. Według danych szacunkowych z 2012 r. posługuje się nim 46 tys. osób.  
Dzieli się na dwa dialekty: nyaura, palimbei. Niegdyś służył jako regionalna lingua franca. W powszechnym użyciu jest też tok pisin, a w mniejszym zakresie język angielski.
Określenie „iatmul” nie jest używane przez samą społeczność. Zostało wprowadzone w 1932 r. i pochodzi od nazwy jednego z klanów.
Sporządzono opis jego gramatyki . Jest zapisywany alfabetem łacińskim.